# Re-Rewind (The Crowd Say Bo Selecta)
«Re-Rewind (The Crowd Say Bo Selecta)» es una canción de The Artful Dodger en la que participa Craig David como vocalista. Publicada en Reino Unido en diciembre de 1999 y llegando a alcanzar el número 2, fue el primer éxito de David en las listas de éxitos, y está también considerado como el primer momento en que el género UK garage entra de lleno en el mainstream.

## Antecedentes
La melodía de los versos fue arrancada de una demo antigua de Craig David de título Last Night, la cual fue regrabada en su álbum debut en solitario Born To Do It.
El sencillo es famoso por haber sido el primero en ser acogido en el influyente sello Relentless Records, y así comenzar el aura de fuerza pionera en el mainstream asociada a la discográfica.

## En la cultura popular
Avid Merrion tomó de esta canción su nombre para la serie cómica Bo' Selecta!.

## Listas de éxitos
El sencillo alcanzó el número dos en el UK singles chart.
| Lista (1999)                                | Mejor posición |
| ------------------------------------------- | -------------- |
| Alemania (Media Control AG)                 | 49             |
| Bélgica (Flandes) (Ultratop 50)             | 21             |
| Bélgica (Valonia) (Ultratip Bubbling Under) | 17             |
| Irlanda (IRMA)                              | 15             |
| Italia (FIMI)                               | 18             |
| Nueva Zelanda (Recorded Music NZ)           | 18             |
| Países Bajos (Dutch Top 40)                 | 4              |
| Reino Unido (UK Singles Chart)              | 2              |
| Suecia (Sverigetopplistan)                  | 53             |
| Suiza (Schweizer Hitparade)                 | 88             |